# Eugen Altschul
Eugen Altschul (geboren 31. März 1887 in Libau, Russisches Kaiserreich; gestorben 26. April 1959 in Kansas City (Missouri), USA) war ein russisch-amerikanischer Ökonom.

## Leben
Eugen Altschul wurde 1887 in Libau geboren. 1903 legte er dort seine Reifeprüfung am „Klassischen Gymnasium“ ab. Ab 1904 studierte der in Deutschland lebende Altschul Physik, Philosophie, Nationalökonomie und Geschichte an den Universitäten Freiburg im Breisgau, Leipzig und Straßburg. Im Jahre 1912 wurde er in Freiburg bei Gerhart von Schulze-Gaevernitz mit der Dissertation „Die logische Struktur des historischen Materialismus“ promoviert und war anschließend in der Privatwirtschaft tätig. 1920 wurde er mit der Gründung Lettlands staatenlos. Seit 1927 war er wissenschaftlicher Leiter der von L. Albert Hahn gegründeten Frankfurter Gesellschaft für Konjunkturforschung und hatte einen Lehrauftrag an der Universität Frankfurt am Main. Ein wichtiger Diskussionspartner über Probleme der Konjunkturtheorie und empirischen Konjunkturforschung war für ihn Erich Preiser, ein Schüler von Franz Oppenheimer. Zugleich stand er in wissenschaftlichem Austausch mit Hans Peter, damals in Nürnberg. 1929 wurde Altschul in Frankfurt für Volkswirtschaftslehre habilitiert und arbeitete seitdem dort als Privatdozent.
Nach der Machtübernahme durch die NSDAP wurde ihm als Jude 1933 die Venia legendi entzogen. Danach emigrierte er zunächst nach London, dann im Dezember 1933 in die USA, wo er 1939 die US-amerikanische Staatsbürgerschaft erhielt. Dort war er bis 1939 im Research Staff des National Bureau of Economic Research tätig, daneben bis 1942 als Visiting Professor an der University of Minnesota, anschließend von 1943 bis 1945 als Mitarbeiter verschiedener Wirtschaftsämter der Regierung. Seit 1946 war er Professor an der University of Kansas, wo er 1952 emeritiert wurde.
Altschul war als Konjunkturforscher international anerkannt. Er hatte einen Sohn (geboren 1909) und eine Tochter (geboren 1919).

## Schriften (Auswahl)
- Konjunkturtheorie und Konjunkturstatistik. In: Archiv für Sozialwissenschaft und Sozialpolitik 55/1926
- Konjunkturforschung und Konjunkturtheorien, Duncker & Humblot,  München, Leipzig 1928, unveränd. Nachdr. Topos-Verlag, Vaduz, Liechtenstein 1993, ISBN 3-289-00626-3
- Die Mathematik in der Wirtschaftsdynamik. In: Archiv für Sozialwissenschaft und Sozialpolitik 63/1930
- Herausgeber der „Veröffentlichungen der Frankfurter Gesellschaft für Konjunkturforschung“